# Audi Quattro S1
Audi Quattro S1 je automobil koji je isključivo bio namijenjen za B grupu rallya. Proizvodnja mu je bila ograničena i proizvodio se od 1984. godine.
Pokretao ga je 2,1 litreni redni motor koji je razvijao 355 konjskih snaga.